# Буря (картина Джорджоне)

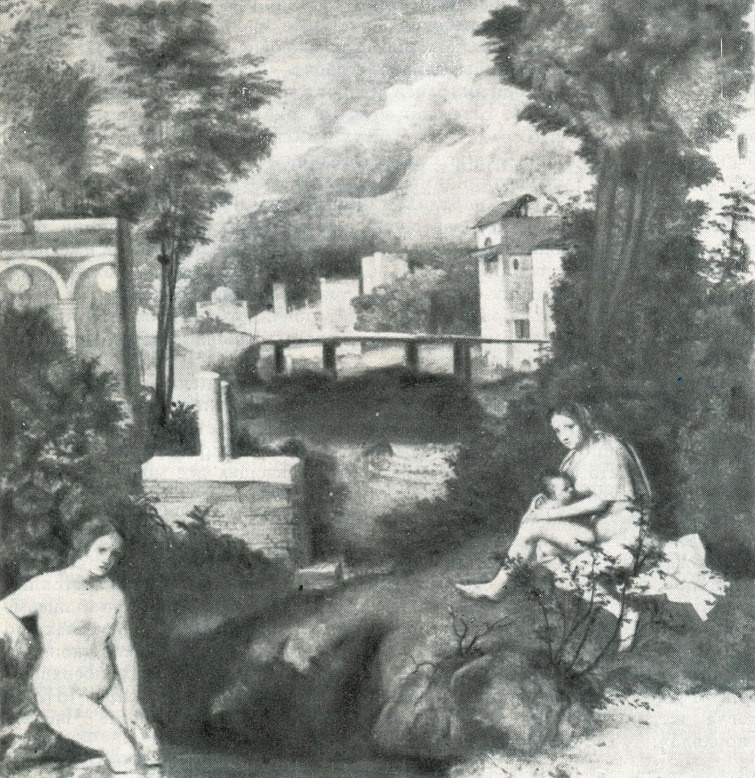
Рентгенограмма картины Джорджоне «Буря».

«Буря» (итал. La Tempesta) — одна из известнейших картин венецианского художника Джорджоне да Кастельфранко. Другое название «Гроза». Картина относится к жанру «философского пейзажа», распространённого в ранней венецианской школе живописи. В настоящее время картина Джорджоне хранится в Галерее Академии в Венеции.

## История исследования и толкования сюжета
Неизвестно когда, для кого или по заказу какого лица Джорджоне написал эту картину. Самое раннее упоминание о ней принадлежит Марку Антонио Микьелю, который видел картину в 1530 году в доме её владельца, венецианского аристократа Габриеля Вендрамина, и описал, как «Пейзаж на холсте с грозой, цыганкой и солдатом, сделанный рукой Дзордзи да Кастельфранко».
Картина находилась в домашней коллекции венецианской семьи графов Манфрини. В 1875 году семья выставила картину на продажу и только усилиями Джованни Морелли удалось предотвратить продажу картины за пределы Италии Берлинской картинной галереей, возглавляемой знаменитым Вильгельмом фон Боде.
В 1885 году известный историк культуры эпохи Возрождения Якоб Буркхардт изучал картину в Венеции. В то время она называлась «Семья Джорджоне», однако, несмотря на то, что это название имело давнюю традицию, в дальнейшем оно не прижилось. После сообщения Буркхардта началось научное изучение картины, и появилось множество исследований, посвящённых её сюжету.
В 1895 году немецкий учёный Франц Викхофф предположил, что изображённое на картине иллюстрирует «Фиваиду» Стация: царь Адраст в поисках воды встречает королевскую дочь Гипсипилу, которая под видом кормилицы прячется в лесу, где спасает сына короля Ликурга. Трое других исследователей (Эйслер, 1925; Рихтер, 1937; Морасси, 1942) полагали, что на картине изображён Парис, ребёнком отданный на воспитание пастуху. Хартлауб (1925) высказал гипотезу, что в картине дано символическое изображение одного из тайных мистических союзов, игравших большую роль в оккультных учениях эпохи Ренессанса, но в другой работе, опубликованной в 1953 году, решил, что это «Рождение Аполлона». Де Минерби (1939) считал, что на картине изображён миф о Венере и Адонисе.
Арнальдо Ферригуто в своей монографии о Джорджоне, изданной в 1933 году, интерпретировал сюжет в духе учений венецианских гуманистов XV—XVI веков о философии Аристотеля, и считал, что в «Буре» изображено аристотелевское представление о четырёх стихиях: земле, воздухе, воде и огне, то есть дано живописное выражение элементов, из которых состоит каждое субастральное тело. Клаунер (1955) трактует картину как миф о рождении Диониса. М. Кальвези (1962) предположил, что на картине изображено «Нахождение Моисея», причём «цыганку» представил как дочь Фараона, а пастуха как Гермеса Трисмегиста — охранителя ребёнка.
В 1939 году была сделана и опубликована рентгенограмма картины. Выяснилось, что на месте пастуха ранее была написана обнажённая женская фигура. После этого двое исследователей (Фьокко, 1948; Гилберт, 1952) решили, что у картины и вовсе нет сюжета, но изображён просто идиллический пейзаж. Тем не менее попытки объяснения сюжета продолжились, и в 1969 году Эдгар Уинд предположил, что в «Буре» изображена «Аллегория Мужества и Милосердия» (Fortezza e Carita); многие эксперты разделяют его точку зрения. Нэнси Томсон де Груммонд (1972) трактовала картину как «Легенду о св. Теодоре», предположив, что когда-то она была элементом пределлы ныне утраченного алтаря и посвящена одному из подвигов святого, спасшего мать и дитя от пасти дракона. Крупнейший русский знаток творчества Джорджоне Н. А. Белоусова считала, что сюжет картины связан с «Фьезоланскими нимфами» Боккаччо. Это неполная история интерпретаций сюжета картины, которых насчитывается более двадцати.

## Композиция и символика картины
Из-за ребристого разряда молнии, освещающего всю сцену, картина осталась в истории под названием «Буря» (в русских источниках обычно «Гроза»). Картина изображает идиллический сельский пейзаж с рекой, деревьями и руинами. Затянутое облаками небо освещено вспышкой молнии, предвещающей неизбежную бурю. Женщина, сидящая справа, кормит грудью младенца. Она совершенно нага и только её плечи покрывает белая материя, возможно, символизирующая чистоту и невинность. Её округлый живот, полные груди и акт кормления в свою очередь, вероятно, символизируют плодородие. Очевидна и аллюзия с Девой Марией.
В нижней левой части картины изображён мужчина, возможно, солдат. Он стоит в положении контрапоста и держит в правой руке длинный посох или пику. Голова его повернута влево, однако маловероятно, что смотрит он на женщину. Различные исследователи называли его солдатом, пастухом, цыганом либо холостяком. Колонны за ним могут символизировать силу и постоянство, однако то, что они сломаны, может являться символом смерти.
С помощью рентгеновской съёмки картины было установлено, что на месте мужчины Джорджоне изначально планировал написать другую обнажённую женщину, а вся картина писалась в несколько этапов.
Кажется, на картине всё находится в ожидании бури. Цвета смягчены. Доминируют зелёные и синие оттенки. Ландшафт доминирует над людьми. Многие исследователи считают, что сюжет здесь вторичен, а первична созданная Джорджоне на картине атмосфера.
…главное, что составляет очарование композиции — трепетное чудо природы, которая, пожалуй, впервые столь очевидно выступает одним из главных героев изображения.

## Упоминание в литературе
- «Франкенштейн» Мэри Шелли
- «„Буря“ Джорджоне» Ладислава Новака
- «Солдат великой войны» Марка Хелприна[англ.]
- «Остановка в Венеции» Кейт Уокер
- «Белая ночь любви» Густав Херлинг-Грудзиньский